# Кацаго
Кацаго (итал. Cazzago Brabbia) је насеље у Италији у округу Варезе, региону Ломбардија.
Према процени из 2011. у насељу је живело 772 становника. Насеље се налази на надморској висини од 247 м.

## Становништво
| 1936. | 1951. | 1961. | 1971. | 1981. | 1991. | 2001. | 2011. |
| ----- | ----- | ----- | ----- | ----- | ----- | ----- | ----- |
| 606   | 623   | 689   | 777   | 729   | 730   | 785   | 828   |